# Гринбаум, Олег Натанович
Оле́г Ната́нович Гринба́ум (26 декабря 1950, Кишинёв, Молдавская ССР — 29 апреля 2015, Санкт-Петербург) — российский филолог, доктор филологических наук, профессор кафедры математической лингвистики филологического факультета СПбГУ.

## Биография
Родился в семье известного филолога-классика Натана Соломоновича Гринбаума и Янины Лейбовны Неймарк.
- В 1973 — окончил Санкт-Петербургский (Ленинградский) политехнический институт по специальности «Техническая кибернетика».
- В 1989 — защитил кандидатскую диссертацию на тему «Автоматическая структуризация текстов (на материале художественной прозы)».
- С 1991 — старший преподаватель кафедры математической лингвистики СПбГУ.
- С 1998 — доцент кафедры математической лингвистики СПбГУ.
- В 2000 — защитил докторскую диссертацию на тему «Гармония строфического ритма в эстетико-формальном измерении (на материале Онегинской строфы и русского сонета)».
- С 2002 — профессор кафедры математической лингвистики СПбГУ.

## Область исследований
Основные области исследований: математическая лингвистика, математическая теория гармонии, искусствометрия, пушкинистика, стиховедение, принцип «золотого сечения».
Работы О. Н. Гринбаума заложили основы эстетико-формального стиховедения — нового направления в изучении русского классического стиха. Это научное направление базируется на гармонических философско-феноменологических принципах саморазвития поэтической мысли. Формальным инструментом стиховедческого анализа при таком подходе выступает закон «золотого сечения» и числовые последовательности Фибоначчи. Подобная линия исследований позволяет соединить в себе строгость математического анализа с традиционными литературоведческими методами и приемами, то есть на деле реализует идею «поверять алгеброй гармонию» поэтического текста. О. Н. Гринбаум вводит и использует такое понятие ритма, которое основано на соотношении значимых в речевом потоке элементов движения (в русском стихе — ударных и безударных слогов), что позволяет унифицировать понятие ритма для естественных и гуманитарных наук. Динамический анализ ритмики стиха О. Н. Гринбаум проводит в соответствии с тремя постулатами современного гуманитарного знания: 1) «ритм аккомпанирует содержанию» (А. Белый); 2) «ритм делает ощутимой гармонию» (Е. Г. Эткинд); 3) закон «золотого сечения» есть «универсальный закон художественной формы» (А. Ф. Лосев).

## Преподавательская деятельность
- Филологический факультет СПбГУ — читал курсы «Элементы теории баз данных», «Информатика (элементы теории программирования)», «Математика и информатика», «Формальные и математические методы в литературоведении», «Формальные аспекты стиховедения»
- Приглашенный профессор в Вильнюсском, Вроцлавском, Петрозаводском и Удмуртском университетах (2004—2008 гг.)

## Список опубликованных работ

### Монографии
- Минский М. Фреймы для представления знаний. / Пер. с англ. О. Н. Гринбаума. — М.: Изд-во «Энергия», 1979. — 152 с.
- Русский сонет и «золотая пропорция» ритма. — СПб.: Изд-во СПбГУ, 1999. — 20 с. (в соавт. с Г. Я. Мартыненко).
- Гармония строфического ритма в эстетико-формальном измерении (на матери¬але «Онегинской строфы» и русского сонета). — СПб.: Изд-во СПбГУ, 2000. — 160 с.
- Эстетико-формальное стиховедение: Методология. Аксиоматика. Результаты. Гипотезы. — СПб.: Изд-во С.-Петерб. ун-та, 2001. — 38 с.
- Гармония стиха Пушкина и математика гармонии. — СПб.: Изд-во СПбГУ, 2007. — 28 с.

Учебники и учебно-методические пособия
- Информатика: элементы теории программирования. Уч. пособие. — СПб.: Изд-во СПбГУ, 1997. — 132 с. (в соавт. с С. Я. Фитиаловым).
- Системно-структурная организация ритмики пушкинского стиха. Уч. материалы. — СПб.: Изд-во СПбГУ. 2002. — 18 с.
- Творчество, математика и стиховедение. Уч. материалы. — СПб.: Изд-во СПбГУ. 2002. — 22 с.
- Формальные аспекты стиховедения. Лингвистические базы данных. Уч. программы // Спецкурсы: Учебные программы. / СПбГУ, Филол. ф-т. — СПб.: Филол. ф-т СПбГУ, 2002. С. 328—330; 330—334.
- Современные проблемы стиховедения // Программы курсов. СПбГУ, Филол. ф-т., ЦППК ФЛ. 2003. — С. 64—66.
- Гармония стиха Пушкина. Уч. пособие. — СПб.: Изд-во СПбГУ, 2008. — 116 с.
- Роман А. С. Пушкина «Евгений Онегин»: ритмико-смысловой комментарий. Главы первая, вторая, третья. — СПб.: Изд-во СПбГУ, 2010. — 232 с.

### Статьи
- Об одном алгоритме динамического назначения приоритетов // Автоматика и вычислительная техника, 1978, № 4. — С. 81—85.
- Методы отождествления объектов в семантических графах // Лингвистические проблемы функционального моделирования речевой деятельности. Вып. V. — Л.: Изд-во ЛГУ, 1982. — С. 10—20 (совместно с Г. Я. Цетиным).
- Способы денотативного отождествления существительных в русских текстах // Структурная и прикладная лингвистика. Вып.3. — Л.: Изд-во ЛГУ, 1987. — С. 23—27.
- Автоматическая структуризация текстов // Машинный фонд русского языка: предпроектные исследования. — М.: ИРЯ АН СССР, 1988. — С. 209—241.
- Структуризация художественной прозы с использованием ЭВМ. Часть I. Формально-пунктуационный метод структуризации // Учёные записки Тартуского гос. ун-та. Вып.827. Квантитативная лингвистика и автоматический анализ текста. — Тарту: ТГУ, 1988. — С. 74—88.
- Структуризация художественной прозы с использованием ЭВМ. Часть II. Детализация структурированного текста // Уч. записки Тартуского гос. ун-та. Вып.872. Квантитативная лингвистика и автоматический анализ текста — Тарту: ТГУ, 1989. — C. 12—24.
- Структуризация текста в компьютерной системе «ЛИНДА» // Структурная и прикладная лингвистика. Вып.4. — СПб.: Изд-во СПбГУ, 1993. — С. 171—181.
- Формализация поиска фразеологических единиц в тексте // Структурная и прикладная лингвистика. Вып. 5. — СПб.: Изд-во СПбГУ, 1998. — С. 207—212.
- Гармония строфического ритма в эстетико-формальном измерении (на материале «Онегинской строфы» А. С. Пушкина) // Онтология стиха: В честь 90-летия Вячеслава Евгеньевича Холшевникова. — СПб.: СПбГУ, 2000. — С. 170—195.
- «Онегинская строфа» как феномен русского стихосложения // Материалы конф., посвященной 110-летию со дня рождения акад. В. М. Жирмунского. — СПб., 2001. — С. 299—309.
- Гармония ритма и поэтическая коммуникация // Материалы ХХХ межвуз. науч.-методич. конф. преподав. и аспир. Вып. 11. Ч. 2. — СПб.: СПбГУ, 2001. — С. 3—15.
- Сопоставительный анализ Онегинской строфы Пушкина и Баратынского // RESPECTUS PHILOLOGICUS, mokslo darbai, 2002, Nr.1 (6). — S. 72—92. — Vilniaus Universitetas, 2002.
- Строка, строфа и стих как ритмическая система. // Материалы XXXI межвуз. науч.-методич. конф. преподав. и аспир. Вып. 4. Ч. 2. — СПб.: СПбГУ, 2002. — С. 12—28.
- Гармония ритма в стихотворении А. А. Фета «Шопот, робкое дыханье…» // Язык и речевая деятельность. — СПб.: СПбГУ, 2001. — Т. 4. Ч. 1. — С. 109—116.
- Гармоническая организация стиха Пушкина (пятая глава романа «Евгений Онегин») // Мир русского слова. — СПб.: Златоуст, 2002. — № 4. — С. 64—72.
- Язык стиха Пушкина и жанрово-видовые конструктивы русского стиха (лирика и роман в стихах) // Язык Пушкина. Пушкин и Андерсен: поэтика, философия, история литературной сказки. — СПб.: Изд-во СПбГУ, 2003. — С. 80—104.
- Сон Татьяны: ритмодинамика трагической метаморфозы сказки // Язык Пушкина. Пушкин и Андерсен: поэтика, философия, история литературной сказки. — СПб.: Изд-во СПбГУ, 2003. — С. 244—265.
- Основная сюжетная линия романа «Евгений Онегин» в эстетико-формальном освещении // Материалы XXXII международной филологической конф. Вып. 23. — СПб.: СПбГУ, 2003. — С. 23—30.
- Числа Фибоначчи и гармония пушкинского стиха // Проблемы гармонии, симметрии и золотого сечения в природе, науке и искусстве: Сб. науч. тр. Винницкого гос. аграрного универ. Вып. 15. — Винница, 2003. — С. 239—253.
- Динамические аспекты организации писем Татьяны и Онегина (к вопросу о «гендерных» формах пушкинского стиха) // Пушкин и современная культура. — СПб., 2004. — С. 3—19.
- Ритмодинамика композиционной структуры романа А. С. Пушкина «Евгений Онегин» // По царству и поэт: Матер. Всес. науч. конф. «Н. М. Языков и литература пушкинской эпохи». — Ульяновск, 2003. — С. 224—231.
- Динамические модели ритмики пушкинского стиха. // Материалы XXXIII международной филологической. конф. Вып.25. Т. 2. — СПб.: СПбГУ, 2004. — С. 10—23.
- Пушкинский стих как ритмическая система // Язык и речевая деятельность. Т. 5. — СПб.: СПбГУ, 2003. — С. 67—82.
- Квантитативное стиховедение: от лингвистики к искусствометрии // Квантитативная лингвистика: исследования и модели: Матер. Всероссийской науч. конф. — Новосибирск, 2005. — С. 94—107.
- Ритмика стиха как имманентный фактор суггестивного воздействия // Пушкин и Калиостро: Внушение в искусстве и в жизни человека. Сб. статей. — СПб., 2004. — С. 136—156.
- Субъективное время и ритм стиха // Материалы XXXIV международной филологической конф. Вып. 21. — СПб.: СПбГУ, 2005. — С. 8—25.
- К вопросу о поэтике несбывшихся мечтаний Пушкина // Вестник СПбГУ. Сер. 9. 2006. Вып. 1. — С. 18—29.
- К вопросу о ритмико-экспрессивных образах пушкинской Музы // Вестник СПбГУ. Сер. 9. 2006. Вып. 2. — С. 55—72.
- «Кто там шагает правой…», или как сохранить статус-кво в стиховедении. // Язык и речевая деятельность. 2004, Т. 7. — СПбГУ, 2006. — С. 170—197.
- Стихи и музыка в сцене дуэли пушкинского романа, или была ли случайной гибель Ленского // Вестник СПбГУ. Сер. 9. 2007. Вып. 2 (Ч. I). — С. 36—47.
- Ритмообразы «зависти» и «ненависти» в пушкинской галерее поэтических ореолов // Зависть. Формы её оправдания и разоблачения в культуре: Матер. межд. конф. — СПб., 2007. — С. 22—47.
- «Невыразимое очарование», или точка бифуркации в развитии сюжета пушкинского романа // Этюды по поводу: Сб. науч. статей. — СПб., СПбГУ: Изд-во «Конвенция», 2008. — С. 25—30.
- Математика гармонии и роман А. С. Пушкина «Евгений Онегин» // Symmetry: Art and Science. 2008. № 1—4. Special Issue. — P. 142—145.
- Два эпизода из жизни Онегина: ритм, эмоции и восприятие стиха // Respectus Philologicus, Nr 13 (18), 2008. — С. 36—56. — ISSN 13928295
- О ритме стиха, или Забытые споры о главном // Структурная и прикладная лингвистика. Вып. 7. — СПб.: Изд-во СПбГУ, 2008. — С. 102—117.
- О ложной и истинной точках развития повествования в начальных главах романа А. С. Пушкина «Евгений Онегин» // Русская культура в мировом культурном и образовательном пространстве. Материалы конгресса. СПб., 15-17 окт. 2008 г. — СПб., 2008. — Т. 2. Ч. 1. — С. 71—79.
- Изначальный Онегин: ритм, смысл, интерпретации. // Вестник СПбГУ. Сер. 9. 2008, Вып. 3 (Ч. I). — С. 3—12.
- Буревестники фабулы, или гармония и метафора в развитии романа А. С. Пушкина «Евгений Онегин». // Respectus Philologicus, Nr. 15 (20), 2009. — P. 20—33. — ISSN 13928295
- Математика гармонии (принцип «золотого сечения») и наука о стихе // Философия, математика, лингвистика: аспекты взаимодействия: материалы международной научной конференции. Санкт-Петербург, 20-22 ноября 2009 г. — СПб.: ВВМ, 2009. — С. 83—87.
- Вторая глава романа «Евгений Онегин» в гармоническом освещении // Вестник СПбГУ. Сер. 9. 2009, Вып. 3 (Ч. I). — С. 28—48.
- Третья глава романа А. С. Пушкина «Евгений Онегин»: письмо Татьяны Лариной в ритмико-смысловом освещении // Respectus Philologicus, Nr. 17 (22), 2010. — P. 43—54.

### Публикации в сети «Интернет»
- Гармония строфического ритма в эстетико-формальном измерении (на материале «Онегинской строфы» и русского сонета)
- Рецензия
- Эстетико-формальное стиховедение: Методология. Аксиоматика. Результаты. Гипотезы.
- Обзор: Исследования профессора О. Н. Гринбаума (раздел «Золотое Сечение в искусстве»)
- The «Golden Section» and the Metaphysics of Pushkin’s Verse
- «Золотое сечение» и метафизика пушкинского стиха // «Академия Тринитаризма», М., Эл № 77-6567, публ.12571, 09.11.2005
- Онегинская строфа, числа Фибоначчи, поэтическая коммуникация (к вопросу о взаимодействии наук)
- Строка, строфа и стих как ритмическая система
- Гармония ритма в стихотворении А. А. Фета «Шопот, робкое дыханье…»
- Язык стиха Пушкина и жанрово-видовые конструктивы русского стиха (лирика и роман в стихах)
- Дуэль Ленского: поэзия, музыка и божественная пропорция // «Академия Тринитаризма», М., Эл № 77-6567, публ.12664, 05.12.2005
- Динамические модели ритмики пушкинского стиха
- Гармония, математика, образование // «Академия Тринитаризма», М., Эл № 77-6567, публ.12563, 07.11.2005